# روبرت مهرابیان
روبرت مهرابیان (ارمنی: Ռոբերտ Մեհրաբյան  - درگذشته ۲۰۰۹) یک سیاستمدار اهل ارمنستان است که از تاریخ ۱۹۹۰ تا تاریخ ۱۹۹۰ در دولت وازگن مانوکیان سمت وزیر صنایع غذایی ارمنستان را برعهده داشت.

## یادداشت
1. ↑  Սննդի արդյունաբերության նախարար